# Francisco Peralta
Francisco Peralta (Barcellona, 28 settembre 1919 – El Prat de Llobregat, 10 maggio 1991) è stato un calciatore spagnolo.
In attività giocava nel ruolo di attaccante. Vinse un campionato di Tercera División col Málaga e fu capocannoniere in Segunda División col Gimnàstic.